# Strelna
Strelna (en russe : Стре́льна) est une commune urbaine sous juridiction de Saint-Pétersbourg dans son district de Petrodvortsovy, située à mi-distance de Saint-Pétersbourg et Peterhof sur le golfe de Finlande. La population était de 12 751 habitants en 2002.

## Histoire
Strelna fut rendue à la Russie par la Suède en 1614. En 1720 débutèrent les travaux du palais Constantin par ordre de Pierre le Grand. Il fut achevé seulement en 1807 après avoir été délaissé pour le palais de Peterhof.
De 1941 à 1944, Strelna fut sous occupation allemande.

## Culture
- Monastère côtier Saint-Serge.
- Palais Constantin.

## Personnalités liées à la commune
- Constantin Constantinovitch de Russie (1858-1915), y est né le 10 août 1858.